# Fay Wildhagen

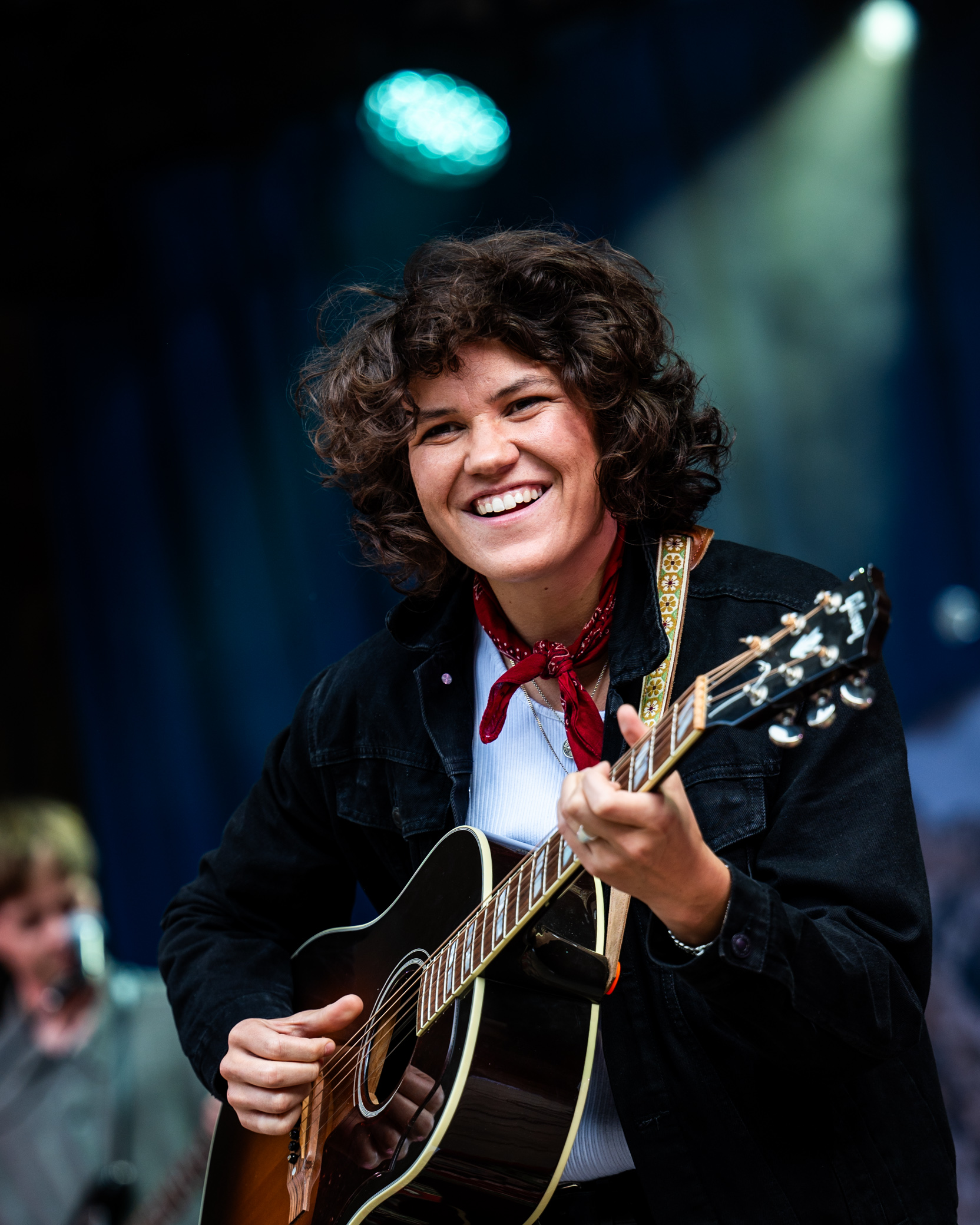
Fay Wildhagen, 2024

Fay Hau Wildhagen (* 1993) ist eine norwegische Sängerin, Gitarristin und Songwriterin.

## Leben
Wildhagen wuchs etwas außerhalb Oslos in Stabekk in der Kommune Bærum auf. In ihrer Kindheit begann sie Gitarre zu erlernen und sie sang in einem Chor. Sie besuchte die Waldorfschule in Oslo, wo sie schließlich in den Jahrgängen der weiterführenden Schule die Musiklinie absolvierte. Während dieser Zeit begann sie, mit selbstgeschriebenen Liedern aufzutreten. Wildhagen wirkte am Begleitgesang des 2011 erschienenen Albums It all starts with one von Ane Brun mit. Im Jahr 2012 begann sie schließlich selbst Musik in Studios zu produzieren.
Wildhagen bildete mit der Zeit eine Band, mit der sie auf größeren Festivals auftrat. So spielte sie 2013 als Newcomerin beim Slottsfjellfestivalen und 2014 beim Øyafestivalen. Im Jahr 2014 gab sie ihre Debütsingle We are heraus. Im folgenden Jahr trat sie auf Festivals wie dem Roskilde-Festival auf. Außerdem gab Wildhagen im Juni 2015 ihr Debütalbum Snow bei Warner Music heraus. In der Folge wurde sie bei den Musikpreisen Spellemannprisen und P3 Gull in der Newcomer-Kategorie nominiert. Außerdem erhielt sie die Auszeichnung Edvard-prisen in der Kategorie „Herausforderer“.
Nach der Tournee für ihr Album Snow musste sie längere Zeit pausieren, da sie aufgrund von Entzündungen nicht mehr Gitarre spielen konnte. 2018 veröffentlichte sie schließlich das Album Borders. Für das Album wurde sie beim Spellemannprisen 2018 in der Indie- und der Produzentenkategorie nominiert. Nach der Albumveröffentlichung ging sie erneut auf eine Norwegentournee. Gemeinsam mit Øyvind Mathisen war sie 2019 beim Filmpreis Amanda in der Kategorie „Beste Filmmusik“ nominiert. Die beiden hatten Musik für den Film Harajuku komponiert. Für die Netflix-Serie Weihnachten zu Hause schrieb Wildhagen das Lied Promise. Auch zum Film Aksel – The Story of Aksel Lund Svindal steuerte sie Musik bei.
Im Frühjahr 2020 veröffentlichte sie das Live-Album Leave Me to the Moon, das im Oslo Konserthus aufgezeichnet worden war. Wildhagen nahm an der im Frühjahr 2021 bei TV 2 ausgestrahlten Staffel der Reality-Serie 71° Nord teil. Dort erreichte sie den dritten Platz. Im Februar 2024 veröffentlichte Wildhagen mit Let’s Keep It in the Family ein weiteres Album. Für das der Sängerin Anne Grete Preus gewidmete Album Møtested – en hyllest til Anne Grete Preus wurde sie beim Spellemannprisen 2023 als „Produzentin des Jahres“ ausgezeichnet.

## Auszeichnungen
Spellemannprisen
- 2015: Nominierung in der Kategorie „Newcomer des Jahres“
- 2018: Nominierung in der Kategorie „Produzent des Jahres“ (für Borders)
- 2018: Nominierung in der Kategorie „Indie“ (für Borders)
- 2023: „Produzent des Jahres“ (für Møtested – en hyllest til Anne Grete Preus)

Sonstige
- 2015: P3 Gull, Nominierung in der Kategorie „Newcomer des Jahres“[10]
- 2016: Edvard-prisen in der Kategorie „Herausforderer“ (für Into the woods)[11]
- 2019: Amanda, Nominierung in der Kategorie „Beste Filmmusik“

## Diskografie

### Alben
| Jahr | Titel                       | Höchstplatzierung, Gesamtwochen, AuszeichnungChartsChartplatzierungen (Jahr, Titel, Platzierungen, Wochen, Auszeichnungen, Anmerkungen) | Anmerkungen                              |
| Jahr | Titel                       | NO | Anmerkungen                              |
| ---- | --------------------------- | --- | ---------------------------------------- |
| 2018 | Borders                     | NO27 Gold · (1 Wo.)NO | Erstveröffentlichung: 21. September 2018 |
| 2024 | Let’s Keep It in the Family | NO7 (2 Wo.)NO | Erstveröffentlichung: 16. Februar 2024   |

Weitere Alben
- 2015: Snow (NO: Gold)
- 2020: Leave Me to the Moon (Live in Oslo)

### Singles
| Jahr | Titel Album | Höchstplatzierung, Gesamtwochen, AuszeichnungChartsChartplatzierungen (Jahr, Titel, Album, Platzierungen, Wochen, Auszeichnungen, Anmerkungen) | Anmerkungen                                                                 |
| Jahr | Titel Album | NO | Anmerkungen                                                                 |
| ---- | ----------- | --- | --------------------------------------------------------------------------- |
| 2025 | A Lovestory | NO12 (… Wo.)NO | Erstveröffentlichung: 10. Januar 2025 mit Astrid S Original: Thomas Dybdahl |

Weitere Lieder
- 2014: We Are
- 2015: Lionheart
- 2015: Into the Woods
- 2018: New Again
- 2018: __Awake
- 2019: inevertoldyou
- 2019: Different
- 2019: promise,
- 2020: When I Let Go (Live in Oslo)
- 2020: Life of Pi (Live in Oslo)